# Gerd Kasperski
Gerd Kasperski (Gelsenkirchen, 25 december 1949 – Dortmund, 19 maart 2008) was een Duits voetballer, die heeft gespeeld voor FC Schalke 04, Borussia Dortmund en PEC Zwolle. Hij speelde als aanvaller.

## Statistieken
| Seizoen | Club                  | Land      | Competitie          | Wed. | Goals |
| ------- | --------------------- | --------- | ------------------- | ---- | ----- |
| 1967/68 | Schwarz-Weiß Essen    | Duitsland | Regionalliga West   | 1    | 0     |
| 1968/69 | FC Schalke 04         | Duitsland | Bundesliga          | 7    | 3     |
| 1969/70 | SC Preußen Münster    | Duitsland | Regionalliga West   | 32   | 25    |
| 1970/71 | SC Preußen Münster    | Duitsland | Regionalliga West   | 10   | 5     |
| 1971/72 | DSC Arminia Bielefeld | Duitsland | Bundesliga          | 31   | 5     |
| 1972/73 | DSC Arminia Bielefeld | Duitsland | Regionalliga West   | 26   | 5     |
| 1973/74 | Hannover 96           | Duitsland | Bundesliga          | 29   | 9     |
| 1974/75 | Hannover 96           | Duitsland | 2. Bundesliga Noord | 38   | 20    |
| 1975/76 | Borussia Dortmund     | Duitsland | 2. Bundesliga Noord | 29   | 15    |
| 1976/77 | Borussia Dortmund     | Duitsland | Bundesliga          | 4    | 0     |
| 1977/78 | PEC Zwolle            | Nederland | Eerste divisie      | -    | 2     |
| Totaal  | Totaal                | Totaal    | Totaal              | 207  | 89    |

## Erelijst
| Nationaal               |    |         |
| Kampioen Eerste Divisie | 1x | 1977/78 |